# Corynomalus quadrimaculalus
Corynomalus quadrimaculalus là một loài bọ cánh cứng trong họ Endomychidae. Loài này được Erichson miêu tả khoa học năm 1848.